# グルポ・メヒコ
グルポ・メヒコ（Grupo México S.A.B. de C.V.）はメキシコの非鉄金属企業。ボルサ指数構成銘柄。メキシコ最大の鉱山企業であり、ペニョーレスとあわせて同国の鉱業生産の大部分を占める。銅を中心に、亜鉛・モリブデン・鉛などの採掘・精錬・製錬事業、鉄道運輸サービス及びインフラ事業を行っている。銅の埋蔵量においては、チリのコデルコと世界一を競っている。

## 沿革
詳しくは高木 (2011) 参照
- 1899年、米国に ASARCO（英語版）（American Smelting and Refining Co.）設立。
- 1901年、ASARCO はメキシコにおいて鉱山経営を開始。
- 1965年、ASARCO のメキシコ資産分離により、ASARCO Mexicana (AM) 設立。
- 1974年、AMはINMSA（Industria Minera México）と社名を変更し、ASARCO の権益は 34％に縮小
- 1978年、100％民族資本の GIMM（Grupo Industrial Minera México）設立。INMSA はMEDIMSA と名称変更し、GIMM 68.8 ％、ASARCO 28.3％権益の GIMM の子会社となる。GIMM は、メキシコ株式市場に上場。
- 1994年、新たに持株会社 Grupo México（GIMM 74％、ASARCO 23.6％）設立、MEDIMSA はその傘下に。GM 社はメキシコ株式市場に上場。
- 1997年、鉄道会社を3社取得し、鉄道事業に参入。フェロメックス等、鉄道事業関連会社を設立。ASARCOは GM社の権益を全て売却。
- 1999年、GM社がASARCOの権益100%を取得
- 2000年、財務上の理由等から新GM社設立、旧GM社の株式を新GM社に移行、Grupo México S.A. de C.V. と社名変更。
- 2005年、ASARCO、連邦倒産法第11章申請。GMはASARCOの経営権を喪失。
- 2006年、コアウイラ州でパスタ・デ・コンチョス炭坑爆発事故（英語版）発生、従業員65名死亡。
- 2009年、ASARCOの債権完済、GMはASARCOの経営権を回復。